# ان‌جی‌سی ۴۱۶
ان‌جی‌سی ۴۱۶ (انگلیسی: NGC 416) یک خوشه کروی است که در صورت فلکی توکان قرار دارد و در ۵ سپتامبر ۱۸۲۶ میلادی توسط جیمز دانلوپ کشف شد.